# Jane Greer
Jane Greer (Washington, D.C., 9 de setembro de 1924 – Los Angeles, Califórnia, 24 de agosto de 2001) foi uma atriz norte-americana.

## Vida e carreira
Aos quinze anos de idade, Jane foi vítima de paralisia parcial do rosto, vencida com exercícios que ela mesma inventou. Foi assim, disse, que descobriu como as emoções humanas podem ser demonstradas através de expressões faciais, o que lhe seria de grande ajuda anos depois. Sem condições financeiras de terminar os estudos universitários, tornou-se dançarina na orquestra de Enric Madriguera. Graças à sua beleza, foi capa da revista Life em 1942, o que atraiu a atenção do cantor e ator Rudy Vallee e do lendário produtor Howard Hughes. Com a mãe a tiracolo, Jane embarcou para Hollywood e, após um teste decepcionante nos estúdios de David O. Selznick, acabou contratada por Hughes. Mas este não a escalou para nenhum filme e Jane, após negociar sua liberação, assinou com a RKO Pictures. Ali reencontrou Rudy Vallee, com quem se casou em 1943 e de quem se divorciou seis meses depois.
Promovida pelo estúdio como "a mulher do sorriso de Mona Lisa" --uma sequela da paralisia que sofreu--, Jane estreou nas telas como coadjuvante/secundária em Two O'Clock Courage, produção modesta de 1945, dirigida por Anthony Mann. Finalmente foi notada pela crítica em They Won't Believe Me, (1947) e atingiu o estrelato no mesmo ano fazendo a assassina de Out of the Past, ao lado de Robert Mitchum. Outros bons momentos incluem The Big Steal, (1949), também com Mitchum, You're in the Navy Now, (1951), com Gary Cooper, Run for the Sun, (1956), com Richard Widmark, e Man of a Thousand Faces, (1957), ao lado de James Cagney.
Em 1947, Jane casou-se com o milionário Edward Lasker, pai de seus três filhos, mas a união também terminou em divórcio, em 1963. Nesse mesmo ano, submeteu-se a uma cirurgia no coração, o que a obrigou a diminuir o ritmo de trabalho. Em 1984, apareceu em Against All Odds, uma refilmagem de Out of the Past, agora como a mãe da assassina. Na televisão, participou como convidada em séries como Bonanza, Falcon Crest, Columbo, Twin Peaks etc. Encerrou a vida profissional em 1996, na obscura comédia Perfect Mate.
Faleceu ao 77 anos incompletos, vitimada por um câncer. Sepultada no Westwood Village Memorial Park Cemetery.

## Filmografia
Todos os títulos em Português referem-se a exibições no Brasil.
| - 1945 Two O'Clock Courage; como Bettejane Greer - 1945 Panamericana (Pan-American); não creditada - 1945 E o Espetáculo Continua (George White's Scandal); como Bettejane Greer - 1945 Dick Tracy, O Audacioso (Dick Tracy) - 1946 O Álibi do Falcão (The Falcon's Alibi) - 1946 O Passo da Morte (Sunset Pass) - 1946 Garota do Barulho (The Bamboo Blonde) - 1947 Sinbad, O Marujo (Sinbad, the Sailor) - 1947 A Rua das Almas Perdidas (They Won't Believe Me) - 1947 Fuga do Passado (Out of the Past) - 1948 No Coração do Oeste (Station West) - 1949 O Cais da Maldição (The Big Steal) - 1951 A Carne e a Alma (The Company She Keeps) - 1951 Agora Estamos na Marinha (You're in the Navy Now) - 1952 À Sombra das Palmeiras (Down Among the Sheltering Palms) | - 1952 Você para Mim (You for Me) - 1952 O Prisioneiro de Zenda (The Prisoner of Zenda) - 1952 Busca Desesperada (Desperate Search) - 1953 O Palhaço (The Clown) - 1956 Dois Destinos Se Encontram (Run for the Sun) - 1957 O Homem das Mil Caras (Man of a Thousand Faces) - 1964 Escândalo na Sociedade (Where Love Has Gone) - 1965 Uma Lourinha Adorável (Billy) - 1973 A Quadrilha (The Outfit) - 1982 Os Cavaleiros das Sombras (The Shadow Riders); TV - 1984 Paixões Violentas (Against All Odds) - 1986 Somente entre Amigas (Just Between Friends) - 1989 Quase uma Família (Immediate Family) - 1996 Perfect Mate |